# Marion Hermann-Röttgen
Marion Hermann-Röttgen (geboren 1944 in Wittenberg) ist eine deutsche Logopädin.

## Leben
Marion Hermann wuchs in Hamburg auf und studierte in Hamburg, Kiel, Tübingen und Stuttgart. Sie absolvierte Staatsexamina in Sprecherziehung und in Logopädie. Sie hat einen Magister Artium in Literaturwissenschaft, Mathematik und Philosophie und wurde bei Heinz Schlaffer an der Universität Stuttgart in vergleichender Literaturwissenschaft promoviert.
Marion Hermann-Röttgen ist verheiratet mit dem Kunsthistoriker Herwarth Röttgen. Sie lehrte und forschte an der Donau-Universität Krems und an der IB-Hochschule Berlin, Standort Stuttgart. Hermann-Röttgen gründete das privatwirtschaftliche „Institut FON für Logopädie und Weiterbildung“. Ihre Forschungs- und Publikationsthemen sind unter anderem Hörprobleme, Stimme, Kindersprache und Ethik.

## Schriften (Auswahl)
- Tolga hat's nicht leicht. Stuttgart : Opus Magnum, [2016]
- Schlimme Geschichten. Stuttgart : Opus Magnum, 2013
- mit Ariane Willikonsky: Der Stimmzauberer : ein Konzept zur Förderung der kindlichen Stimme. Bolsterlang : FON Fachverlag, 2016
- Kindheiten. Stuttgart : Opus magnum, 2012
- Wenn Kinder das SCH nicht richtig bilden … Wehrheim : Verl. Gruppenpädag. Literatur, 2012
- (Hrsg.): Cochlea-Implantat: Ein Ratgeber für Betroffene und Therapeuten. Georg Thieme Verlag, 2009
- mit Erhard Miethe: Unsere Stimme. 2. Auflage. Idstein : Schulz-Kirchner, 2006 ISBN 978-3-8248-0356-9
- Dysgrammatismus. Wehrheim : Verl. Gruppenpädag. Literatur, 2005
- Wenn Kinder heisere Stimmen haben ... Wehrheim : Verl. Gruppenpädag. Literatur, [2004]
- Wenn Kinder keine richtigen Sätze bilden ... Wehrheim : Verl. Gruppenpädag. Literatur, [2004]
- Wenn Kinder lispeln ... Wehrheim : Verl. Gruppenpädag. Literatur, [2004]
- Wenn Kinder stottern ... Wehrheim : Verl. Gruppenpädag. Literatur, [2004]
- Wenn Kinder unruhig sind ... Wehrheim : Verl. Gruppenpädag. Literatur, [2004]
- Wenn Kinder Wörter nicht richtig aussprechen ... Wehrheim : Verl. Gruppenpädag. Literatur, [2004]
- Wenn die Kinderstimme nicht stimmt ... Wehrheim : Verl. Gruppenpädag. Literatur, 2002
- Unser Kind spricht nicht richtig. Stuttgart : TRIAS, 1997
- Wenn die Stimme nicht stimmt ... Stuttgart : TRIAS Thieme Hippokrates Enke, 1993
- Die Familie Borgia. Geschichte einer Legende. Stuttgart : Metzler, 1992 ISBN 3-476-00870-3
- Stimmtherapeutisches Programm. Stuttgart : Thieme, 1990
- Stimmübungen. Stuttgart : TRIAS – Thieme, Hippokrates, Enke, 1990